# فرماندار رومی
فرماندار رومی (انگلیسی: Roman governor) مقامی بود که در یک یا چند مورد از استان‌های روم تشکیل دهنده امپراتوری روم به عنوان مدیر اصلی حقوق روم انتخاب یا منصوب می‌شد.